# Marcelle Meyer
Marcelle Meyer (pronunciación en francés: /mɛjɛʁ/; 22 de mayo de 1897 – 17 de noviembre de 1958) fue una pianista francesa. Trabajó con el grupo de compositores conocidos como Les Six, de los cuales fue la pianista favorita.

## Biografía
Marcelle Meyer nació en Lille, Francia, el 22 de mayo de 1897. Su hermana Germaine le enseñó piano desde los cinco años, y entró en el Conservatorio de París en 1911 a los 14, estudiando con Alfred Cortot y Marguerite Long; recibiendo el "Premier Prix" a los 16. Más tarde estudió la obra de Ravel y compositores españoles con Ricardo Viñes. Estudió con Debussy sobre cómo tocar sus Preludios después de haberlo conocido cuando interpretó el estreno de Parade de Satie en 1917. Meyer se convirtió en la pianista favorita de Erik Satie y estrenó la Sonata para piano a cuatro manos de Francis Poulenc junto con el compositor. Asimismo estrenó varios de sus otros trabajos y los grabó con él. A principios de la década de 1920, tocó para Darius Milhaud y Stravinsky. Se hizo famosa por su talento y dio recitales en Inglaterra, Holanda y Alemania, además de realizar muchos estrenos, incluyendo obras de Honegger, Roland-Manuel e Igor Markevitch.
En 1922 Jacques-Émile Blanche pintó a Marcelle Meyer en compañía de Jean Cocteau y Les Six, un grupo de compositores formado por Georges Auric, Louis Durey, Arthur Honegger, Darius Milhaud, Francis Poulenc y Germaine Tailleferre.
Durante los preparativos para un tour que daría junto a Dimitri Mitropoulos en Norteamérica, Meyer murió el 17 de noviembre de 1958 en París tras sufrir un infarto mientras tocaba el piano de su hermana.
El actor Pierre Bertin fue su primer marido, con quien tuvo una hija (Marie Bertin). Posteriormente se casó con Carlo Di Vieto, un abogado italiano, con quien tuvo su segunda hija (Anne-Marie Di Vieto).

## Discografía
- Jean-Philippe Rameau: The Keyboard Works, Erato.[7]
- Les Rarissimes de Marcelle Meyer: Chabrier & Stravinsky, EMI Classics[8]
- Marcelle Meyer: Complete Studio Recordings 1926-1957, Documents[9]
- Marcelle Meyer Plays Scarlatti, Pearl[10]
- Couperin, Ravel, Erato[11]
- Chabrier & Debussy: Piano Works, Urania[12]